# José Roberto Torrent Prats
José Roberto Torrent Prats (Ciudadela, 8 de septiembre de 1904 - 13 de noviembre de 1990) fue un pintor español del siglo XX.
- CP-Pintor Torrent desde 1990
- Museo Pintor Torrent fundado el 13 de agosto de 1995
- 2002 Ciudadela dedica una escultura – monumento monolito que lleva su nombre.
- 2004 Año Torrent, por el Consejo Insular de Menorca.
- 2004 Hijo Ilustre de Ciudadela.

## Obra de Torrent en Museos
- MACBA Barcelona
- Es Baluard Mallorca
- Ses Voltes Mallorca
- Museo de Pollensa
- Círculo de Bellas Artes de Madrid

## Premios
- Medalla Diputación, Salón Otoño Palma 1950.
- Medalla de Plata, Salón Otoño Palma 1954.
- Segundo accésit, Salón Otoño Palma 1956.
- Mención Honorífica Pro-Museo de Baleares, Salón Ötoño Palma 1956.
- Medalla de Honor, Salón Otoño Palma 1959.
- Medalla de Honor, Salón Otoño Palma 1960.
- Sekunda Medalla, Salón Otoño de Madrid 1960.
- Primer Premio Pintura, Salón Primavera Mahón 1962.
- Primer Premio Pintura, Salón Primavera Mahón 1963.
- Medalla de Honor, Salón Primavera Mahón 1964.
- Premio Pintura Fomento Turismo Baleares, Palma 1964.
- Premio Pollensa, Pollensa 1964.
- Premio Fomento Turismo Baleares, Palma 1965
- Finalista Premio CIUDAD DE BARCELONA, Barcelona 1967
- Premio Invicta Ayuntamiento Alcudia, Alcudia 1968.
- Premio CIUDAD DE PALMA, Palma 1969.
- Premio CIUDAD DE BARCELONA, Barcelona 1969.
- Premio ANSIBA, Palma 1976.
- Medalla de Oro ADEBA,1983.
- 1a Medalla ATENEO MAHÓN, Mahón 1984
- Premio ROQUETA, Palma 1987.

## Literatura
- Moda y Arte , revista española de calzado 1934, Director Pedro Pons Monjo, diseño gráfico José Roberto Torrent Prats. Redacción, E.Figueras19 Ciudadela Menorca. Representaciones internacionales en: Bélgica, Francia, Portugal, Inglaterra, Dinamarca, Holanda, Alemania ( Berlín ), Austria, Checoeslovaquia, Ungría.
- José María Garrut Rómá: Torrent, Maestros actuales de la pintura y escultura catalanas (48 pg.) (1981)
- José María Garrut Romá: Torrent, La gran enciclopedia vasca (48 pg.) (1981)
- Torrent"aixi de gran"!(Text Joan Elorduy und Gabriel Juliá) (Poemes: Rafael Torrent Prats Faner). Ciudadela: José Roberto Torrent, DL 1989.
- Torrent: 1904 - 1990 / Joan Elorduy Vaquero, --(Menorca): Consejo Insular de Menorca : Ayuntamiento de Ciudadela : Fundación Sa Nostra,2004
- Torrent: 1904 - 1990 / Juan elorduy Vaquero. Traducción José Alberto Marqués Torrent. --Mahón : Menorca, 1999
- Exposición permanente del pintor Torrent: (Ciudadela 1904 - 1990) / Pintura, dibuixus i fotografías: José Roberto Torrent,  disseny expositiu i textos: Joan Elorduy; imatges i muntages: Joan Allés]. -- [Menorca]: Enyoranca Vídeos, DL2009
- Descobreix amb Torrent la pintura contemporánia: quadern de l, alumne.
- El darrer Torrent: una pintura mai vista / textes i disseny gráfic Joan Elorduy; Assesorament lingüistic d´en Xec Florit Nin. -- Mahón (Menorca): Consejo Insular, DL1991

## Anécdotas
- David Glasgow Farragut es igualmente Hijo Ilustre de Ciudadela como José Roberto Torrent Prats que pintó un retrato de grandes dimensiones del Almirante Farragut para el Hall del Hotel Farragut en Ciudadela.